# Zieglhäuser (Gleiritsch)
Zieglhäuser ist ein Ortsteil der Gemeinde Gleiritsch.

## Geografie
Zieglhäuser liegt in der Region Oberpfalz-Nord im nordöstlichen Teil des Landkreises Schwandorf an der Kreisstraße SAD 35. Die Bundesstraße 22, die von Weiden nach Cham führt, ist etwa zweihundert Meter entfernt. Der Weiler Zieglhäuser gehört zur Gemeinde Gleiritsch. Er liegt in Grenznähe zum Landkreis Neustadt an der Waldnaab.

## Geschichte
Vom 18. Jahrhundert bis zum Anfang des 19. Jahrhunderts wurden bei Zieglhäuser Lehmziegel hergestellt. Sie wurden luftgetrocknet oder in einem einfachen Erdloch gebrannt. Das Grundmaterial gab es südlich des Weilers auf der „Ziegelwiese“.

### Statistische Beschreibung (1840)
Hausnummer, Hausname, Besitzer im Jahre 1840.
Grundsteuerkataster (1836)
Nr. 1, beim Hüttenweber, Joseph Heldwein, Witwe Ursula
das 1/32 Hüttenwebergütl – Wohnhaus und Stall unter einem Dache, Schupfe und Hofraum.
32 Dezimal
Laut Brief vom 27. November 1798 von Martin Bruns um 312 Gulden erkauft und auf Ableben des Ehemanns im Jahre 1839 durch Erbfolge auf die Witwe übergegangen.
Nr. 2, beim Maureradel, Adam Stöckl
das 1/32 Lehnergütl – Wohnhaus, Stadl und Schupfe, Hofraum, Saamgarten
5 Tagwerk 96 Dezimal
Laut Brief vom 22. Oktober 1840 von Adam Lehner um 300 Gulden erkauft.
Nr. 3, beim Hüttensteffel, Anton Schick
das 1/32 Schickengütl – Wohnhaus, Stall, Stadl unter einem Dache, Backofen und Hofraum.
1 Tagwerk 92 Dezimal
Laut Brief vom 30. August 1828 vom Vater Stephan Schick um 400 Gulden erkauft.

### Steuerdistrikt und Gemeindebildung
Das Königreich Bayern wurde 1808 in 15 Kreise eingeteilt. Diese Kreise wurden nach französischem Vorbild nach Flüssen benannt (Naabkreis, Regenkreis, Unterdonaukreis usw.). Die Kreise gliederten sich in Landgerichtsbezirke. Die Bezirke wiederum sollten in einzelne Gemeindegebiete eingeteilt werden.
Im Jahre 1830 erfolgte eine Um- und Neugliederung der Gebietskörperschaften. Zur bestehenden Gemeinde Bernhof kamen die Boxmühle, Heilinghäusl und Zieglhäuser hinzu.

### Auflösung der Gemeinde Bernhof
Nach dem Ende des Zweiten Weltkrieges veranlasste die amerikanische Militärregierung eine teilweise Neuordnung der Kommunen. Die amerikanischen Besatzer ordneten die Auflösung kleinerer Gemeinden, darunter Bernhof, an. So wurde im Jahre 1946 die Gemeinde Bernhof aufgelöst. Die Ortschaft Bernhof, die Boxmühle, die Weiler Heilinghäusl und Zieglhäuser wurden in die Gemeinde Gleiritsch eingegliedert. Oberpierlhof, das ebenfalls zur Gemeinde Bernhof gehörte, kam zur Gemeinde Trausnitz.

## Entwicklung des Weilers Zieglhäuser
Nach dem Willen des Landratsamtes Schwandorf sollte der aus drei Anwesen bestehende Weiler Zieglhäuser nicht mehr weiter wachsen. In den siebziger Jahren des vorigen Jahrhunderts kam es zu einem Baustopp. Eine neue Baugenehmigung wurde nur bei Abriss einer Althofstelle erteilt. 1988 erfolgte der Anschluss an die Wasserversorgung Lampenricht. In der Zwischenzeit ist wieder eine Bautätigkeit erlaubt, so dass sich acht Anwesen (Stand 2011) in Zieglhäuser befinden.

## Bildergalerie

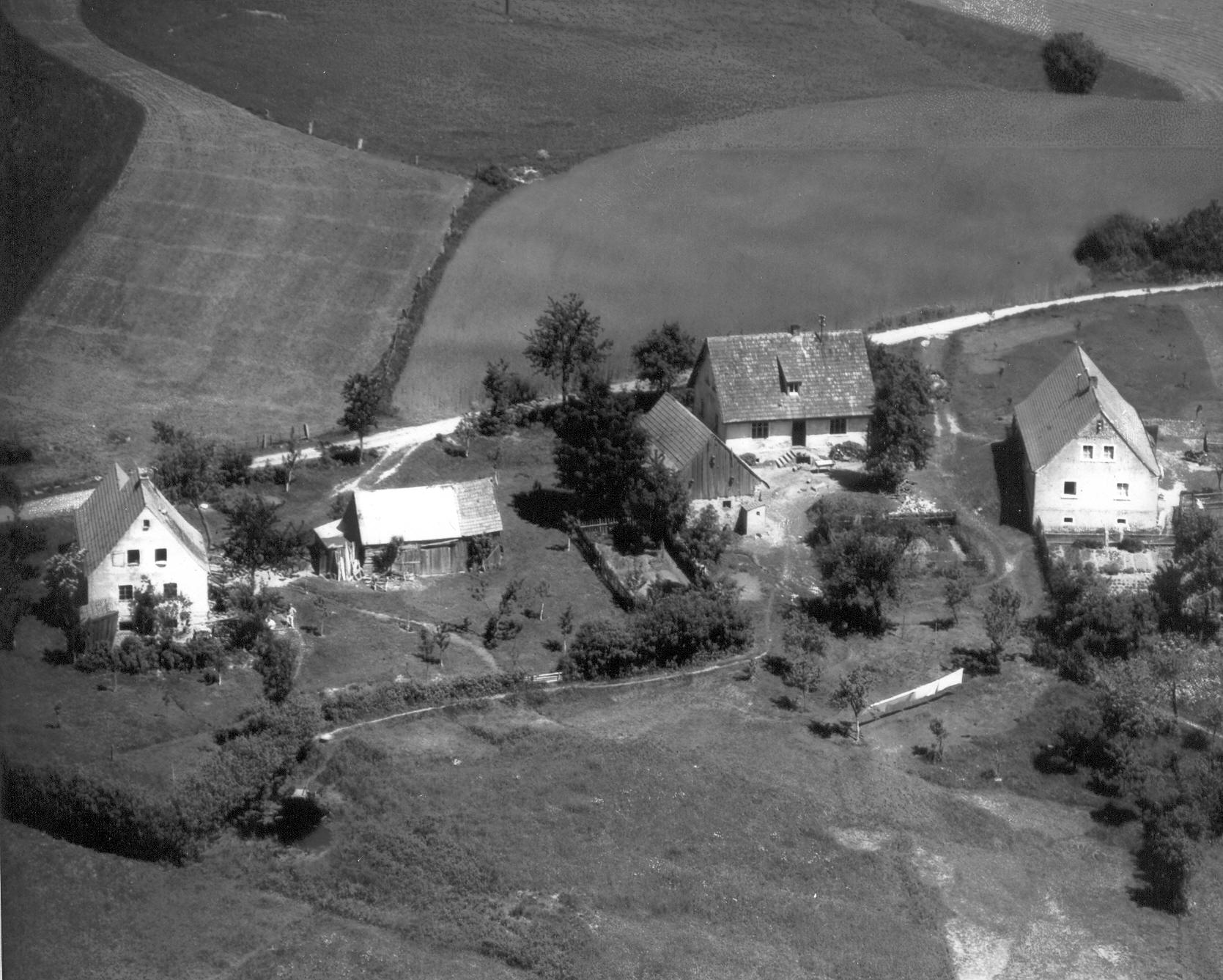
Zieglhäuser (1960)
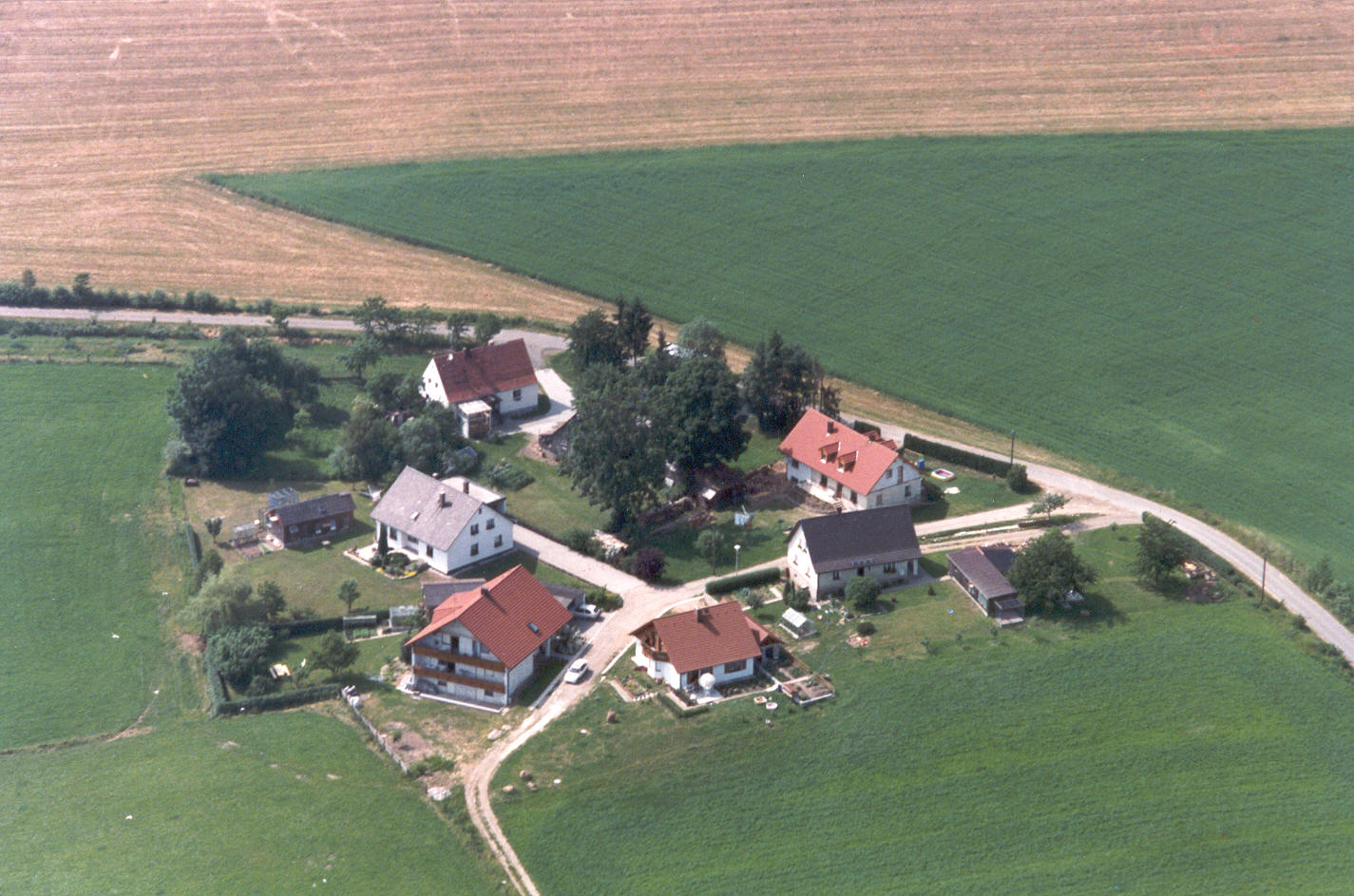
Zieglhäuser (1994)
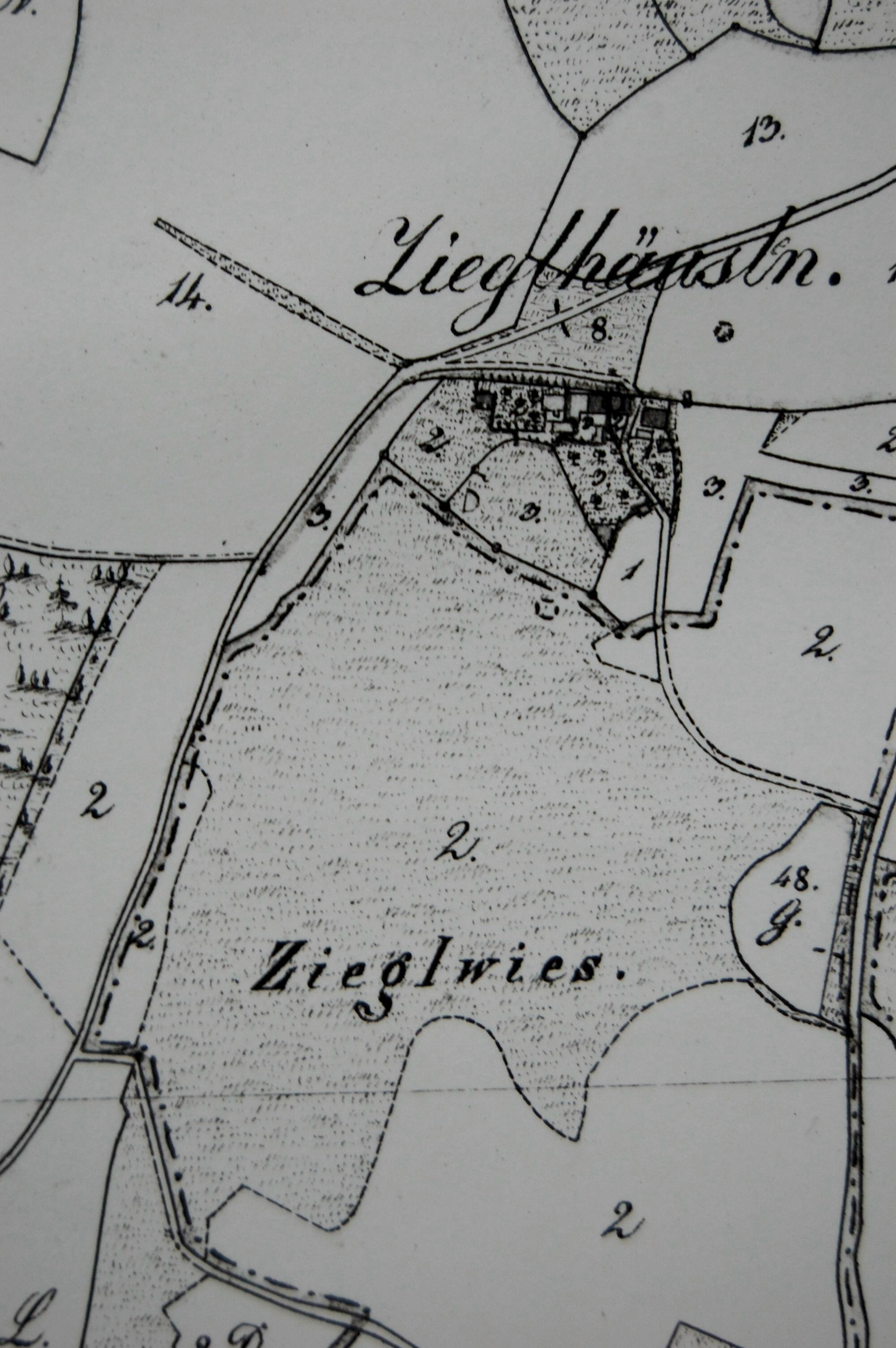
Uraufnahmeblatt 1836
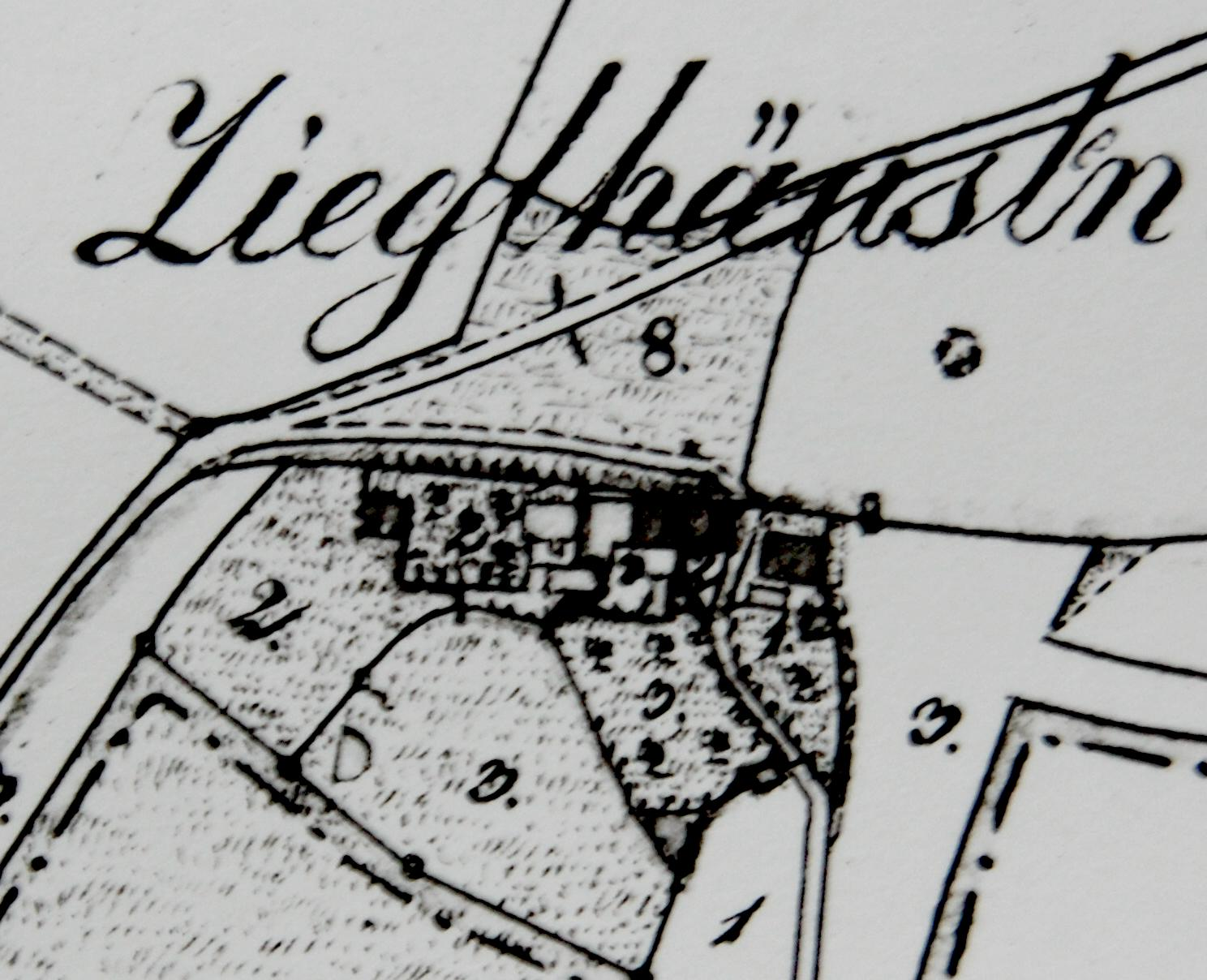
Plan aus dem Jahre 1836